# Аріта

33°12′38″ пн. ш. 129°50′57″ сх. д. / 33.21056° пн. ш. 129.84917° сх. д.
Аріта (яп. 有田町) — містечко в Японії, в повіті Нісімацуура префектури Саґа.